# Neutrale Partij
De Neutrale Partij was een Nederlandse politieke partij aan het begin van de 20e eeuw die opkwam voor kunstenaars en voor mensen werkzaam in het amusementsbedrijf. Zij was dus een typische belangenpartij. Alle andere vraagstukken moesten worden behandeld overeenkomstig het 'algemeen staatsbelang', zonder dat partijpolitiek daarbij een rol speelde.
Er werd uitgegaan van persoonlijke vrijheid van alle staatsburgers en gelijke rechten, met eerbiediging van de godsdienstige gezindheid. De Neutrale Partij kan gerekend worden tot de liberale stroming.

## Voorman
Voorman van de Neutrale Partij was Henri ter Hall, in zijn tijd een bekend revueartiest.

## Electoraat
De partij behaalde bij de Tweede Kamerverkiezingen van juli 1918 7000 stemmen (0,5%), goed voor 1 zetel. De partij werkte tot 1921 met het VDW, de Plattelandersbond, de Middenstandspartij en de Economische Bond samen in de Neutrale fractie onder leiding van Treub. In 1922 was Ter Hall met een aparte lijst kandidaat voor de Vrijheidsbond.
De opkomst van deze partij, die door het politieke establishment niet serieus werd genomen, was aanleiding om het betalen van een geldbedrag verplicht te stellen voor partijen die deel wilden nemen aan de Tweede Kamerverkiezingen. Tot dan toe kon iedere partij die ten minste 25 leden had meedoen.

### Verkiezingsresultaten
| Verkiezingsjaar | Lijsttrekker   | Aantal zetels | Oppositie/Coalitie |
| --------------- | -------------- | ------------- | ------------------ |
| 1918            | Henri ter Hall | 1/100         | Oppositie          |